# HellermannTyton
HellermannTyton Group plc je britská společnost, která dodává řešení managementu kabelů pro různé segmenty trhu. Je kotovaná na London Stock Exchange a je složkou FTSE 250 Index. Společnost provozuje 12 výrobních závodů, zaměstnává celosvětově přes 3200 lidí a v roce 2013 vygenerovala příjem 538 milionů eur.
Společnost byla založena Paulem Hellermannem a Jackem Bowthorpem v Croydon jako Hellermann Electric, pobočka Goodliffe Electric Supplies, v roce 1938. V roce 1948 se přestěhovala do nových výrobních prostor v Crawley v hrabství Sussex.

## Historie
Společnost byla prodána v roce 2006 tehdejšími vlastníky Spirent fondům ovládanými Doughty Hanson & Co za 289 mio £. Potom se v březnu 2013 stala předmětem počáteční veřejné nabídky.
V září 2013 Doughty Hanson & Co prodala další 20.9% podíl ve společnosti za 119.25 mio £. Následně se společnost pohybovala na London Stock Exchange a stala se složkou indexu FTSE 250. Po úspěšné nabídce firmy Delphi Automotive 1.7 mld. $ v červenci 2015 se stal v prosinci 2015 HellermannTyton nedílnou součástí divize Delphi Electrical/Electronic Architecture.